# Boraja (bergskedja)
Boraja är en bergskedja i Kroatien. Den ligger i den södra delen av landet, 250 km söder om huvudstaden Zagreb.